# Repubblica del Vermont
La Repubblica del Vermont fu, nel Settecento, uno stato dell'America settentrionale. Proclamatasi indipendente dalla Gran Bretagna nel 1777, entrò infine a far parte degli Stati Uniti d'America nel 1791, come quattordicesimo Stato con il nome di Vermont.

## Storia
Nel 1763 il trattato di Parigi pose fine alla guerra dei sette anni, assegnando la zona dell'attuale stato del Vermont alla Gran Bretagna. Parti della regione erano controllate dalla Provincia di New York e dalla Provincia del New Hampshire, cosa che condusse a diverse controversie, concluse con la decisione di Giorgio III di assegnarla a New York.

## Fondazione
Ethan Allen e la sua milizia chiamata i Ragazzi delle Montagne verdi (in inglese Green Mountains Boys), in riferimento alla catena montuosa di quella regione, combatterono contro i britannici, ma anche contro New York e New Hampshire. Il 15 gennaio 1777 la regione si proclamò indipendente, con il nome di Repubblica del New Connecticut, indicata anche come Repubblica delle Green Mountains (Montagne Verdi). L'8 luglio dello stesso anno, il nome ufficiale venne cambiato in Vermont (dal francese: Verts Monts).

## Governo
La Costituzione della Repubblica del Vermont fu redatta e ratificata nel 1777, primo esempio di costituzione nazionale scritta nel Nord America. Fu anche la prima a concedere il suffragio universale maschile e ad abolire la schiavitù. Nel 1791 la repubblica entrò a far parte degli Stati Uniti, in parte per bilanciare l'ingresso del Kentucky, stato schiavista.
Thomas Chittenden fu capo di Stato del Vermont per la maggior parte del periodo in cui esso fu una repubblica indipendente e, dopo l'annessione agli Stati Uniti, divenne il primo governatore del nuovo Stato federato.